# Charbel Makhlouf
Charbel Makhlouf, arabiska مار شربل, född 8 maj 1828, död 24 december 1898, var en libanesisk präst och munk inom maronitiska kyrkan. Han helgonförklarades 1977.